# 瑞浪郵便局
瑞浪郵便局（みずなみゆうびんきょく）は岐阜県瑞浪市にある郵便局。民営化前の分類では集配普通郵便局であった。

## 概要
住所：〒509-6199 岐阜県瑞浪市寺河戸町1177-1
民営化直前の集配業務再編において、多くの集配普通郵便局は統括センターとなったが、当局は配達センターとされたため、民営化後も郵便事業株式会社の支店は併設されず、集配センターが併設された。

## 沿革
- 1951年（昭和26年）7月1日 - 国際電報および内国欧文電報の受付・配達事務を開始[1]。
- 1956年（昭和31年）11月1日 - 土岐簡易郵便局の廃止に伴い、取扱事務を承継[2]。
- 1957年（昭和32年）11月5日 - 特定郵便局から普通郵便局に局種別改定。
- 1960年（昭和35年）8月8日 - 瑞浪市土岐町から同市寺河戸町に移転。
- 1961年（昭和36年）11月23日 - 電話交換、和文電報配達、国内欧文電報受付・配達、国際電報受付・配達の各業務を、瑞浪電報電話局に移管。
- 1966年（昭和41年）1月15日 - 電話通話および和文電報受付業務を廃止。
- 1985年（昭和60年）2月25日 - 電話通話および和文電報受付業務を再開。
- 1999年（平成11年） - 外国通貨の両替および旅行小切手の売買に関する業務取扱を開始。
- 2007年（平成19年）3月26日 - 釜戸郵便局から「509-64xx」区域の集配業務を移管[3]。
- 2007年（平成19年）10月1日 - 民営化に伴い、併設された郵便事業多治見支店瑞浪集配センターに一部業務を移管。
- 2012年（平成24年）10月1日 - 日本郵便株式会社発足に伴い、郵便事業多治見支店瑞浪集配センターを瑞浪郵便局に統合。
- 2015年（平成27年）2月2日 - 日吉郵便局から「509-62xx」区域の集配業務を移管。
- 2016年（平成28年）8月29日 - 陶郵便局から「509-63xx」区域の集配業務を移管。

## 取扱内容
- 郵便、印紙、ゆうパック、内容証明
- 貯金、為替、振替、振込、国際送金、国債、投資信託
- 生命保険、バイク自賠責保険、自動車保険
- ゆうちょ銀行ATM
- 「509-61xx」「509-62xx」「509-63xx」「509-64xx」区域（瑞浪市の全域）の集配業務

## 周辺
- 瑞浪市役所
- 瑞浪市総合文化センター
- 瑞浪市民公園
- 国道19号
- 土岐川

## アクセス
- JR中央本線 瑞浪駅から北へ約270m（徒歩約3分）
- 東濃鉄道バス、瑞浪市コミュニティバス 瑞浪松坂町停留所、もしくは瑞浪駅前停留所下車
- 中央自動車道 瑞浪ICから東へ約2km
- 駐車場あり：23台